# Grünewald (Luxemburg)

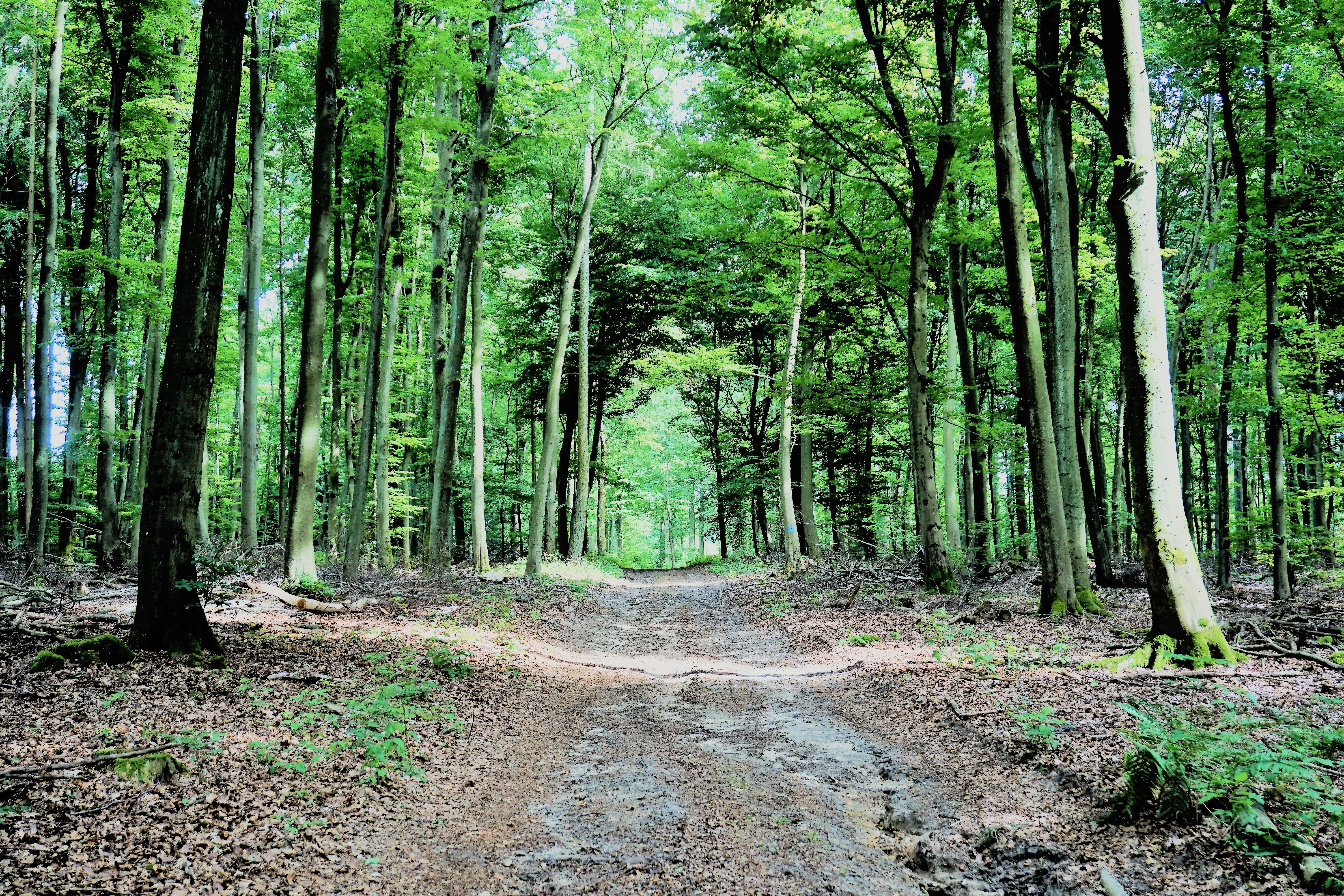
Steesel, das Kutschewee, südöstlich des ehemaligen Geisterhauses im Grünewald.

Der Grünewald (luxemburgisch Gréngewald) ist der größte zusammenhängende Wald in Luxemburg und größtenteils in Staatsbesitz.
Der Grünewald, in dem die Weiße und die Schwarze Ernz entspringen, befindet sich nordöstlich der Stadt Luxemburg. Am westlichen Rand des Waldes bei Walferdange liegen die Raschbrunnen, ein unterirdisches Aquädukt-System aus der Römerzeit.

## Besitzwechsel
Im 19. Jahrhundert war der Grünewald noch 2623 Hektar groß, heute lediglich noch 2500 Hektar. 1845 hat der niederländische König-Großherzog Wilhelm II. dem Staat 669 Hektar Wald abgekauft. Nachdem die Großherzogliche Familie nach und nach immer mehr Wald hinzugekauft hatte, kaufte der Staat ihnen 1934, für 20 Millionen Franken (500.000 €), wieder 776,12 Hektar ab. Durch den Erlös verbesserte sich die damals angespannte finanzielle Lage des Herrscherhauses.
Im Juli 2006 wurde bekannt, dass Großherzog Henri vorhabe, einen Teil des Grünewaldes, der sich noch in seinem Besitz befindet, zu verkaufen. Im Gegenzug würde der Wald zu bestimmten Jahreszeiten der Bevölkerung zugänglich gemacht. Das Vorhaben wurde im September des gleichen Jahres wieder fallen gelassen, als sich herausstellte, dass dem luxemburgischen Staat die benötigten Mittel nicht zur Verfügung stehen. Man einigte sich jedoch darauf, dass der Staat einen Teil der Unterhaltskosten übernehmen würde und der Wald trotzdem zu bestimmten Jahreszeiten der Bevölkerung zugänglich gemacht werde.
Die Großherzogliche Familie besitzt (2007) noch etwa 850 Hektar des Grünewald.
Koordinaten: 49° 39′ 40″ N, 6° 10′ 52″ O